# Recopa de Europa de baloncesto 1975-76
La Recopa de Europa de Baloncesto 1975-76 fue la décima edición de esta competición organizada por la FIBA que reunía a los campeones de las ediciones de copa de los países europeos. Tomaron parte 20 equipos, dos menos que en la edición precedente, proclamándose campeón el equipo italiano del Cinzano Milano, en una final disputada en Turín.

## Participantes
| Albania             | 1 | Partizani Tirana            |
| Austria             | 1 | Soma Wien                   |
| Bélgica             | 1 | Bus Fruit Lier              |
| Bulgaria            | 1 | CSKA Sofia                  |
| Checoslovaquia      | 1 | Slavia VŠ Praha             |
| Egipto              | 1 | Union Récréation Alexandria |
| Inglaterra          | 1 | Sutton & Crystal Palace     |
| Finlandia           | 1 | Honka Playboys              |
| Francia             | 1 | Tours                       |
| Grecia              | 1 | Olympiacos                  |
| Islandia            | 1 | ÁR                          |
| Israel              | 1 | Hapoel Gvat/Yagur           |
| Italia              | 1 | Cinzano Milano              |
| España              | 1 | Estudiantes Monteverde      |
| Suecia              | 1 | Solna                       |
| Suiza               | 1 | Fribourg Olympic            |
| Siria               | 1 | Al-Wahda                    |
| Turquía             | 1 | Galatasaray                 |
| Alemania Occidental | 1 | Hagen                       |
| Yugoslavia          | 1 | Rabotnički                  |

## Primera ronda
| Equipo 1                | Agr.    | Equipo 2                    | Ida   | Vuelta |
| ----------------------- | ------- | --------------------------- | ----- | ------ |
| Partizani Tirana        | 4–0*    | Union Récréation Alexandria | 2–0   | 2–0    |
| Sutton & Crystal Palace | 140–130 | Bus Fruit Lier              | 73–71 | 67–59  |
| ÁR                      | 146–195 | Honka Playboys              | 65–88 | 81–107 |
| Al-Wahda                | 0–4**   | Slavia VŠ Praha             | 0–2   | 0–2    |
| Olympiacos              | 162–145 | Hapoel Gvat/Yagur           | 89–63 | 73–82  |
| Fribourg Olympic        | 142–153 | Soma Wien                   | 79–67 | 63–86  |

*Union Récréation Alexandria se retiró antes de la primera vuelta, y el Partizani Tirana fue dado como ganador (2-0) en ambos partidos.
**Al-Wahda se retiró antes de la primera vuelta, y el Slavia VŠ Praha fue dado como ganador (2-0) en ambos partidos.

## Segunda ronda
| Equipo 1         | Agr.    | Equipo 2                | Ida   | Vuelta |
| ---------------- | ------- | ----------------------- | ----- | ------ |
| Solna            | 152–167 | Cinzano Milano          | 71–65 | 81–102 |
| Partizani Tirana | 159–181 | Tours                   | 83–80 | 76–101 |
| Galatasaray      | 151–160 | Sutton & Crystal Palace | 91–77 | 60–83  |
| Honka Playboys   | 151–168 | Estudiantes Monteverde  | 80–90 | 71–78  |
| Hagen            | 162–151 | Slavia VŠ Praha         | 84–75 | 78-76  |
| Olympiacos       | 142–125 | Soma Wien               | 77–49 | 65–76  |

Clasificados automáticamente para la fase de cuartos de final
- Rabotnički
- Bulgaria CSKA Sofia

## Cuartos de final
Los cuartos de final se jugaron con un sistema de todos contra todos, en el cual cada enfrentamiento a doble vuelta contaba como un único partido.
|  | Clasificados para semifinales |

|    | Equipo              | PJ | Pts | G | P | PF  | PC  | Dif. |
| -- | ------------------- | -- | --- | - | - | --- | --- | ---- |
| 1. | Rabotnički          | 3  | 5   | 2 | 1 | 552 | 537 | +15  |
| 2. | Tours               | 3  | 5   | 2 | 1 | 546 | 523 | +23  |
| 3. | Bulgaria CSKA Sofia | 3  | 4   | 1 | 2 | 534 | 555 | -21  |
| 4. | Grecia Olympiacos   | 3  | 4   | 1 | 2 | 492 | 509 | -17  |

|    | Equipo                  | PJ | Pts | G | P | PF  | PC  | Dif. |
| -- | ----------------------- | -- | --- | - | - | --- | --- | ---- |
| 1. | Estudiantes Monteverde  | 3  | 6   | 3 | 0 | 576 | 507 | +69  |
| 2. | Cinzano Milano          | 3  | 5   | 2 | 1 | 543 | 513 | +30  |
| 3. | Sutton & Crystal Palace | 3  | 4   | 1 | 2 | 498 | 526 | -28  |
| 4. | Hagen                   | 3  | 3   | 0 | 3 | 494 | 565 | -71  |

## Semifinales
| Equipo 1       | Agr.    | Equipo 2               | Ida    | Vuelta |
| -------------- | ------- | ---------------------- | ------ | ------ |
| Tours          | 178–173 | Estudiantes Monteverde | 106–81 | 72–93  |
| Cinzano Milano | 179–171 | Rabotnički             | 90–67  | 89–104 |

## Final
17 de marzo, Palasport "Parco Ruffini", Turín
| Equipo 1       | Resultado | Equipo 2 |
| -------------- | --------- | -------- |
| Cinzano Milano | 88–83     | Tours    |

| 17 de marzo de 1976 | Cinzano Milano                 | 88–83       | Tours                      | |  |
|                     | Parciales: 38-34, 50-49        |             |                            | |  |
|                     | Estadísticas Pino Brumatti, 29 | Reporte Pts | Estadísticas L.C. Bowen 21 | Pabellón: Palasport "Parco Ruffini", Turín Asistencia: 6.500 espectadores Árbitros: Kostas Dimou (GRE), Pieter Leegwater (NED) |  |

| Campeón de la Recopa de Europa 1975–76 |
| -------------------------------------- |
| Cinzano Milano 3.er título             |